# Cédric Vásquez
Cédric Vásquez (30 giugno 1959) è un ex calciatore peruviano, di ruolo centrocampista.

## Carriera

### Club
Ha sempre giocato nel campionato peruviano.

### Nazionale
Con la maglia della Nazionale ha collezionato 4 presenze e la convocazione per la Copa América 1987.